# Janez Hladnik
Janez Hladnik (13. května 1863 Rovte – 12. ledna 1949 Šentvid pri Stični) byl rakouský římskokatolický duchovní a politik slovinské národnosti z Kraňska, na počátku 20. století poslanec Říšské rady.

## Biografie
V době svého působení v parlamentu se uvádí jako farář v obci Trebelno. Byl i děkanem a knězem v Šentvidu.
Působil coby poslanec Říšské rady (celostátního parlamentu Předlitavska), kam usedl ve volbách do Říšské rady roku 1911, konaných podle všeobecného a rovného volebního práva. Byl zvolen za obvod Kraňsko 09.
V roce 1911 byl uváděn jako člen Slovinské lidové strany. Po volbách roku 1911 byl na Říšské radě členem poslaneckého Chorvatsko-slovinského klubu.